# Pedro Alejandrino del Solar Gabas

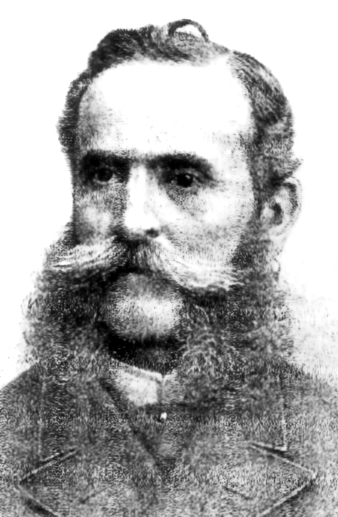
Pedro Alejandrino del Solar

Pedro Alejandrino del Solar Gabas (* 26. November 1829 in Lima; † 6. Juni 1909 ebenda) war ein peruanischer Politiker, der unter anderem 1886, zwischen 1886 und 1887 sowie von 1889 bis 1890 Premierminister von Peru war. Des Weiteren war er zwischen 1890 und 1894 Erster Vizepräsident der Republik Peru.

## Leben

### Hochschullehrer, Abgeordneter und Senator

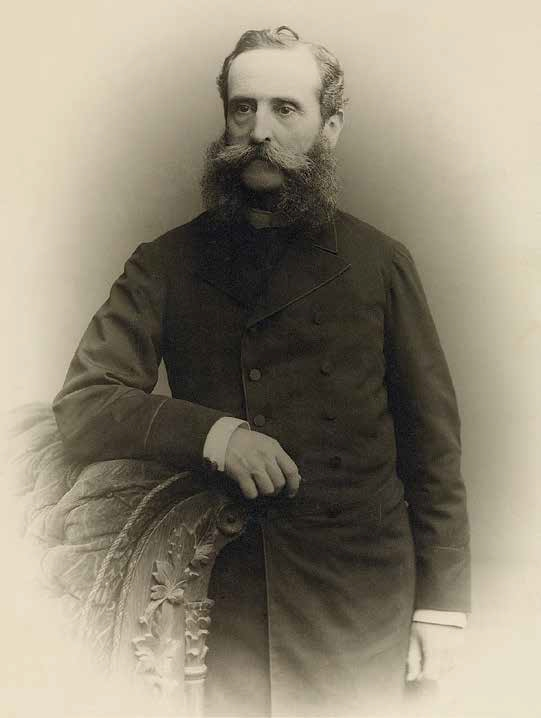
Pedro Alejandrino del Solar Gabans (1894)

Pedro Alejandrino del Solar Gabas, Sohn von Juan del Solar Santistevan und Manuela Gabas, absolvierte nach dem Schulbesuch ein Studium der Medizin bei José Cayetano Heredia am Colegio de la Independencia, der heutigen Medizinischen Fakultät der 1551 gegründeten Universidad Nacional Mayor de San Marcos (UNNSM). Anschließend ging er 1850 zum Real Convictorio de San Carlos, dessen Rektor Bartolomé Herrera war, ein konservativer Ideologe, und lehrte dort Reine Mathematik, Physik und Astronomie. 1853 erhielt er seine Zulassung als Rechtsanwalt und trat 1855 in den Dienst des Justizministeriums ein, wo er Leiter der Abteilung Unterricht und Wohlfahrt war. 1860 schloss er sein Studium mit einem Diplom (Licenciado) und einem Doktortitel im Kanonischen Recht und Wissenschaften (Doctor en Cánones y Ciencias) ab.
Del Solar war vom 14. Juli bis zum 15. November 1860 Mitglied der Verfassunggebenden Versammlung (Congreso Constituyente del Perú) und vertrat dort die Provinz Pataz. Am 15. Mai 1867 wurde er wiederum Mitglied der Verfassunggebenden Versammlung und war in dieser nunmehr bis zum 15. November 1867 Vertreter der Provinz Castrovirreyna. Am 28. Juli 1868 wurde er Mitglied des Senats (Senador de la República) und vertrat in diesem bis zum 10. Juli 1876 die Region Huancavelica. Er übernahm zugleich zwischen 1868 und 1876 den Lehrstuhl als Professur für Experimentalphysik an der Universidad Nacional Mayor de San Marcos und war zugleich Dekan der dortigen Fakultät für Wissenschaften. 1873 nahm er zudem eine Tätigkeit als Rechtsanwalt auf. Er nahm am Salpeterkrieg (1879 bis 1884) teil, bei dem Chile von seinen Nachbarn Peru und Bolivien die Regionen Arica und Parinacota, Tarapacá und Atacama eroberte. Im Januar 1880 wurde er von Staatspräsident Nicolás de Piérola zum Mitglied des Staatsrates (Consejo de Estado) sowie zum Mitglied des Obersten Rates für öffentlichen Unterricht (Consejo Superior de Instrucción Pública) berufen. Im weiteren Kriegsverlauf war er militärischer Kommandant und Präfekt von Tacna sowie von September 1880 bis zur Revolution am 7. Oktober 1881 Präfekt von Arequipa und Oberster militärischer und politischer Chef der Departements im Süden Perus. Er war zwischen dem 30. Mai 1886 und dem 26. Juli 1889 Mitglied des Kongresses der Republik Peru und vertrat dort abermals die Provinz Castrovirreyna.

### Dreimaliger Premierminister
Pedro del Solar, der Mitglied der Verfassungspartei (Partido Constitucional) war, wurde am 3. Juni 1886 während der Amtszeit von Staatspräsident Andrés Avelino Cáceres erstmals Premierminister von Peru (Presidente del Consejo de Ministros). Er hatte dieses Amt bis zum 6. Oktober 1886 inne und wurde daraufhin von José Nicolas Araníbar y Llano abgelöst. Als Nachfolger von Araníbar übernahm er am 22. November 1886 zum zweiten Mal das Amt des Premierministers und bekleidete dieses bis zu seiner Ablösung durch Mariano Santos Álvarez Villegas am 22. August 1887. Zuletzt wurde er am 4. April 1889 als Nachfolger von José Mariano Jiménez Wald zum dritten Mal Premierminister unter Staatspräsident Cáceres und verblieb in diesem Amt bis zum 10. Februar 1890, woraufhin Manuel Yrigoyen Arias ihn ablöste. Danach war er vom 28. Juli bis zum 10. August 1890 für die Region Huancavelica erneut Senator.

### Erster Vizepräsident, Ehe und Nachkommen

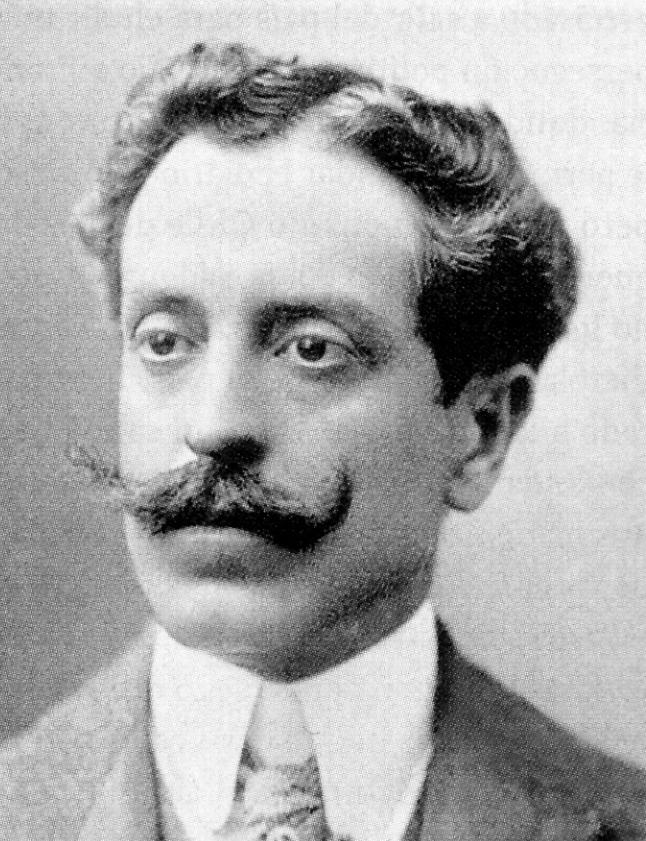
Sein jüngerer Sohn Amador del Solar Cárdenas (1863–1926) war Abgeordneter, Senator und Senatspräsident sowie Minister für Inneres und Polizei.

Del Solar fungierte zwischen dem 10. August 1890 und dem 1. April 1894 als Erster Vizepräsident der Republik Peru. Als Staatspräsident Remigio Morales Bermúdez am 1. April 1894 verstarb, hätte er verfassungsrechtlich das Amt des Staatspräsidenten übernehmen müssen. Da der frühere Staatspräsident Cáceres und sein Partido Constitucional zogen dem Zivilisten, der Beziehungen zu Cáceres’ altem Gegenspieler Nicolás de Piérola hatte, den Zweiten Vizepräsidenten, Justiniano Borgoño, ebenfalls Militär, der Cáceres’ erneute Präsidentschaftskandidatur unterstützte. Offiziell verlautbarte Borgoño in einem diesbezüglichen Bando general: ‚El Primer Vicepresidente de la República se ha excusado de encargase del Poder Ejecutivo.‘ „(Der Erste Vizepräsident der Republik hat sich von der Führung der Exekutive entschuldigt.“). Del Solar widersetzte sich dieser Behauptung und seiner Ausbootung in einem landesweit veröffentlichten Manifest und sprach von einem ‚atentado sin precedente en la historia patria‘ („beispiellosen Angriff in der Geschichte des Landes“). Zu den vermutlich manipulierten und von der Opposition boykottierten Wahlen Anfang Juni 1894 trat Cáceres – als einziger Kandidat – wieder selbst an und gewann. Zwischenzeitlich war er für die Region Amazonas vom 28. Juli 1891 bis zum 25. Oktober 1892 erneut Senator. Er war zudem zeitweise Gesandter in Spanien.
Aus seiner Ehe mit Rosario Cárdenas gingen die Söhne Pedro del Solar Cárdenas (1856–1937), der zeitweise Bürgermeister von Huaral sowie Abgeordneter war, und Amador del Solar Cárdenas (1863–1926), der Abgeordneter, Senator und Senatspräsident sowie Minister für Inneres und Polizei war.

## Veröffentlichung
- Ante el País, 1887 (Onlineversion)
- El Perú de los Incas, 1892 (Onlineversion)

## Hintergrundliteratur
- El Perú ilustrado, Ausgaben 1 – 26, 1887, S. 2 (Onlineversion)
- Actualidades, 1905 (Onlineversion)
- Ilustración peruana, Ausgaben 1–24, 1909, S. 269 (Onlineversion)
- Jorge Basadre, David Sobrevilla: Perú, problema y posibilidad y otros ensayos, 1992, ISBN 978-980-276-216-3, S. 94 (Onlineversion (Auszug))